# TAP-i
TAP-i（タップ・アイ）は、毎日新聞グループホールディングス傘下の毎日新聞・スポーツニッポン (スポニチ)が提供していた電子新聞サービスである。

## 概要
2012年（平成24年）5月創刊。
「ニュースを、さわろう。」をコンセプトにしたもので、iPadやスマートフォンなどのタブレット端末対応のパソコン・携帯電話で、文章・写真の他、一部動画でも閲覧出来るものである。愛称は「タップ=タッチパネルを指先で画面を叩く」ことから付けられている。
最新のニュースは随時タッチパネルをなぞる（スワイプする）ことによってスライドショー感覚で読むことが出来る他、主要ニュースの長文記事もスワイプすることで全部読むことが出来る。また記事はダウンロードして読むことが出来る他、動画によるニュースも随時提供。新聞休刊日も配信。
2015年（平成27年）9月休刊。

## 対応端末
- iPad、iPhone、iPod touch、Android - それぞれに専用端末用アプリケーションをダウンロードする。

## 購読料
この項の料金は消費税込み

### 2014年9月まで
月極
毎日ID（会員登録・年会費は無料）、App Storeのアカウントから購読可能。App Store利用者は「アップル App Store」（値段はTAP-iオンリーに同じ）からの購読も可。
- TAP-iオンリーコース（毎日新聞・スポニチ購読の有無に関係なく利用可） - 月額900円
- TAP-iプラスコース（毎日新聞・スポニチ購読者のみ対象） - 月額500円

1部売り
- Apple端末 - 1部85円
- Android端末 - 1部99円

### 2014年10月から
紙面ビューアーに対応、月額500円。毎日新聞やスポニチ購読の有無は関係ない。

## NOTTV版
2012年11月26日、スマートフォン向けのモバイル放送のNOTTVと提携し、「毎日新聞 TAP-i NOTTV版」を創刊。
NOTTV初の電子新聞サービスで、蓄積型放送（サービス名：シフトタイム視聴）により、通信量の少ない早朝に配信し、任意の時間に読むことができる。
月額420円（税込）の基本料のみで追加料金は不要。
2014年（平成26年）3月休刊。